# 納拉寇特洞穴國家公園

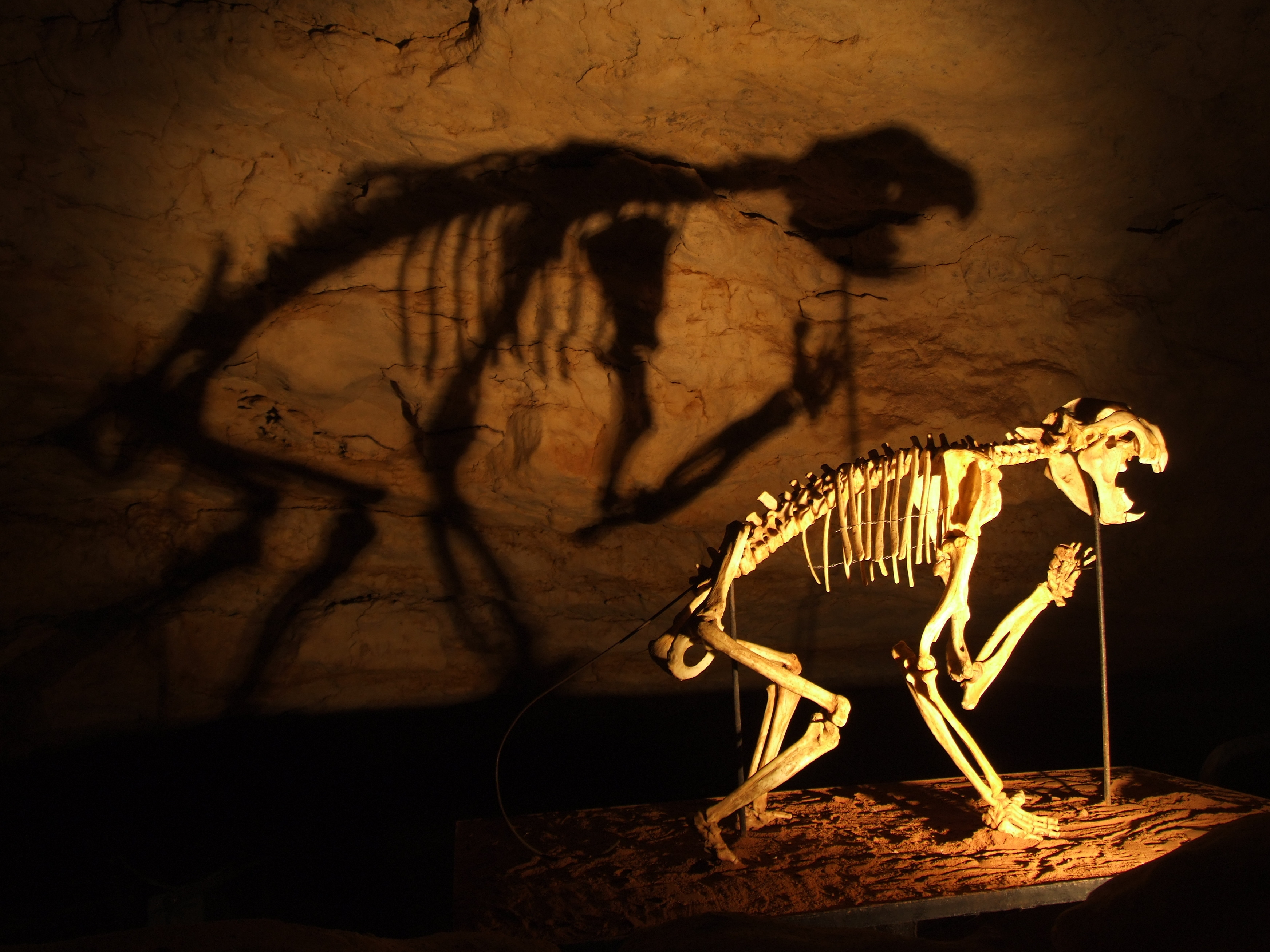
袋獅 (Thylacoleo carnifex) 的骨骼化石，攝於納拉寇特洞穴國家公園中的維多利亞化石穴

納拉寇特洞穴（Naracoorte Caves）位於澳洲南澳大利亞州東南方的石灰岩海岸（Limestone Coast）之中，接近南澳州與維多利亞州州界，就在納拉寇特鎮（Naracoorte）附近，因而得名。在1994年時，以其豐富的化石蘊藏而正式名列世界遺產之上。這座公園包含了6平方公里的植物保護區以及位於3平方公里世界遺產區域中的26個洞穴。
這座公園具備完善的觀光旅遊條件，包括露營區、露營車停車場、供團體住宿的通舖、野餐區以及簡餐店。遊客在此可以選擇多種活動：其中石灰岩洞探索之旅以及化石洞穴之旅必須由專業的導遊帶領進行；透過監視器，遊客也得以一窺位於不易進入的洞穴深處成千上萬的蝙蝠生態；此外還有一些自導式的洞穴探所以及其他多種活動可以選擇。
本處的石灰岩分成兩期：早期沉積於兩億年前（中生代的侏儸紀至三疊紀之間）、近期沉積於兩千萬年前（新生代的更新世到上新世之間），主要由珊瑚等海相生物的化石組成。之後地下水溶解與侵蝕了部分石灰岩，形成了這些洞穴。
不過，儘管這些石灰岩雖然富含海相化石，但是卻與這座國家公園的設立無關。
之所以會名列於世界遺產之上，是因為這些洞穴通常離地表不遠，因此在地表處的開口往往成了捕獵大意動物的天然陷阱；而這些被「捕捉」的動物難以逃出生天，升天之後就成了今日大量化石的來源。隨著表土被雨水和風沖刷進洞穴，沉積物圍繞著罹難動物遺體，就讓保留下來的化石依照新舊成層排列；在某些洞穴裡，這種化石層甚至厚達20公尺。
公園中部分區域被刻意保留下來，不繼續發掘，好讓未來的研究人員可以使用更好的定年與復原技術來處理這些化石。這些化石是研究澳洲大型動物群（Australian megafauna）最重要的依據之一。

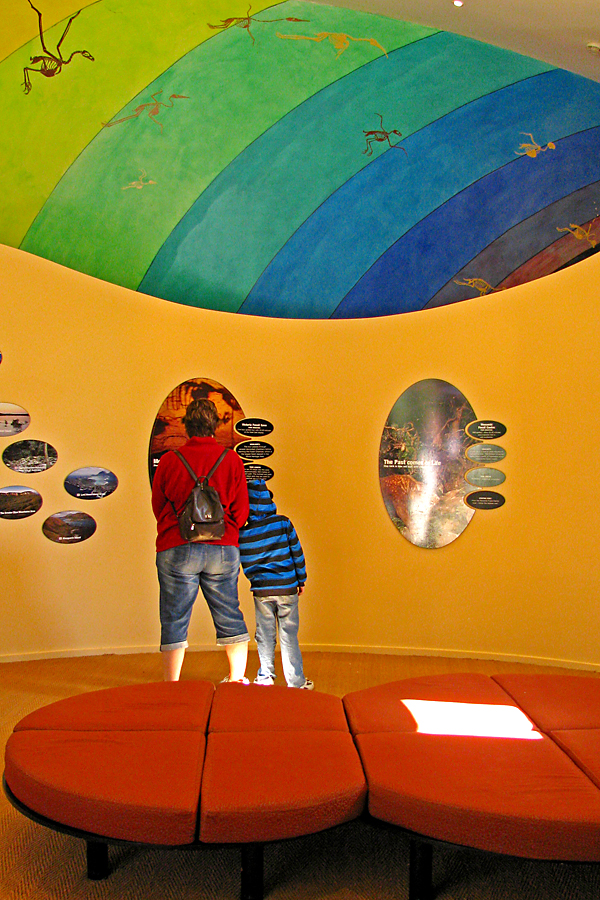
納拉寇特洞穴遊客中心

## 外部連結
- World heritage listing for Naracoorte （页面存档备份，存于）
- Naracoorte Lucindale Tourism （页面存档备份，存于）
- Photographs of the Naracoorte Caves by Andrew McMillan